# Scorpaena fernandeziana
Scorpaena fernandeziana és una espècie de peix pertanyent a la família dels escorpènids.

## Hàbitat
És un peix marí, demersal i de clima subtropical.

## Distribució geogràfica
Es troba al Pacífic sud-oriental: l'arxipèlag Juan Fernández.

## Observacions
És inofensiu per als humans.